# غرف عمليات الحربية

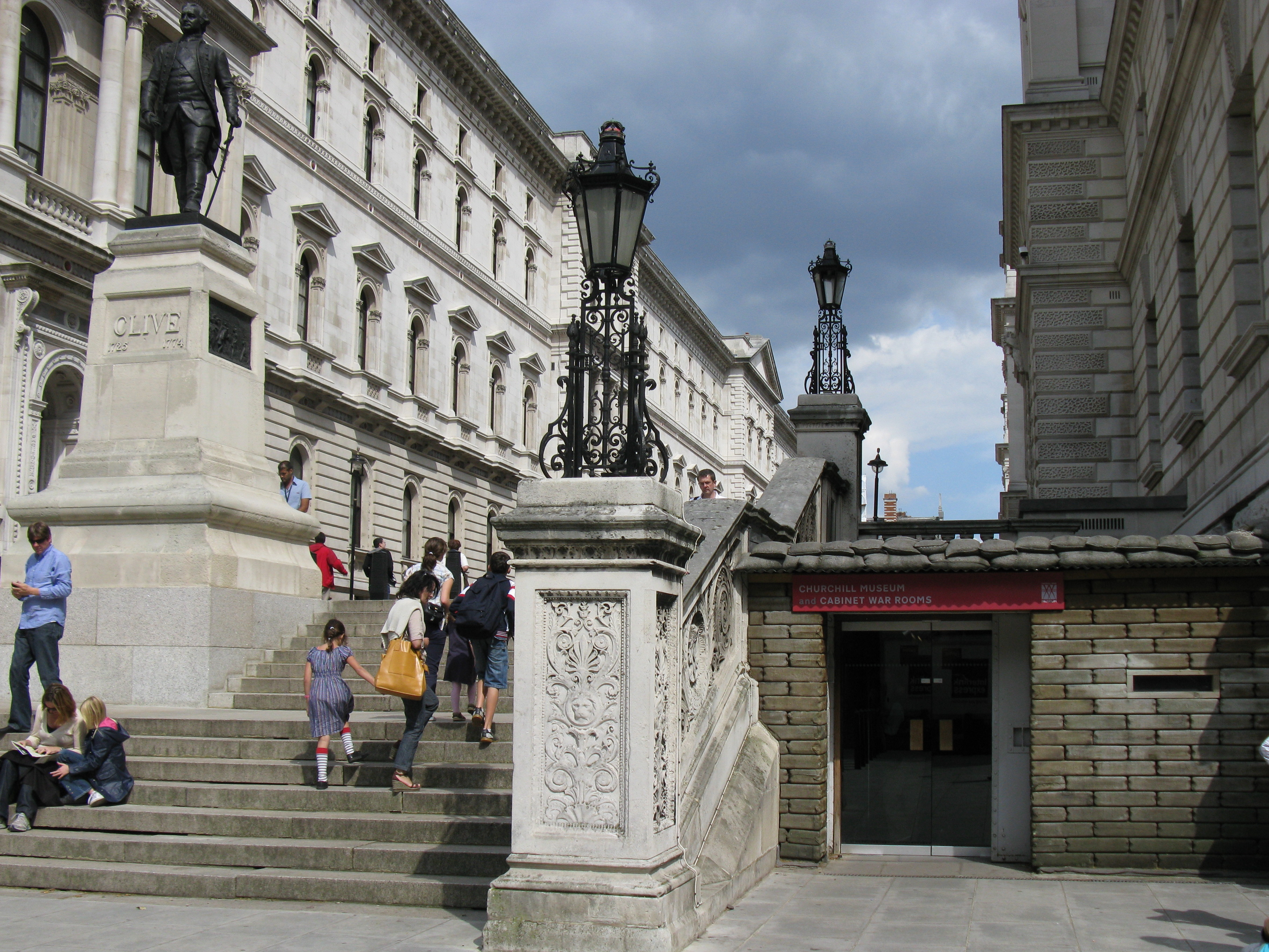
مدخل المتحف.

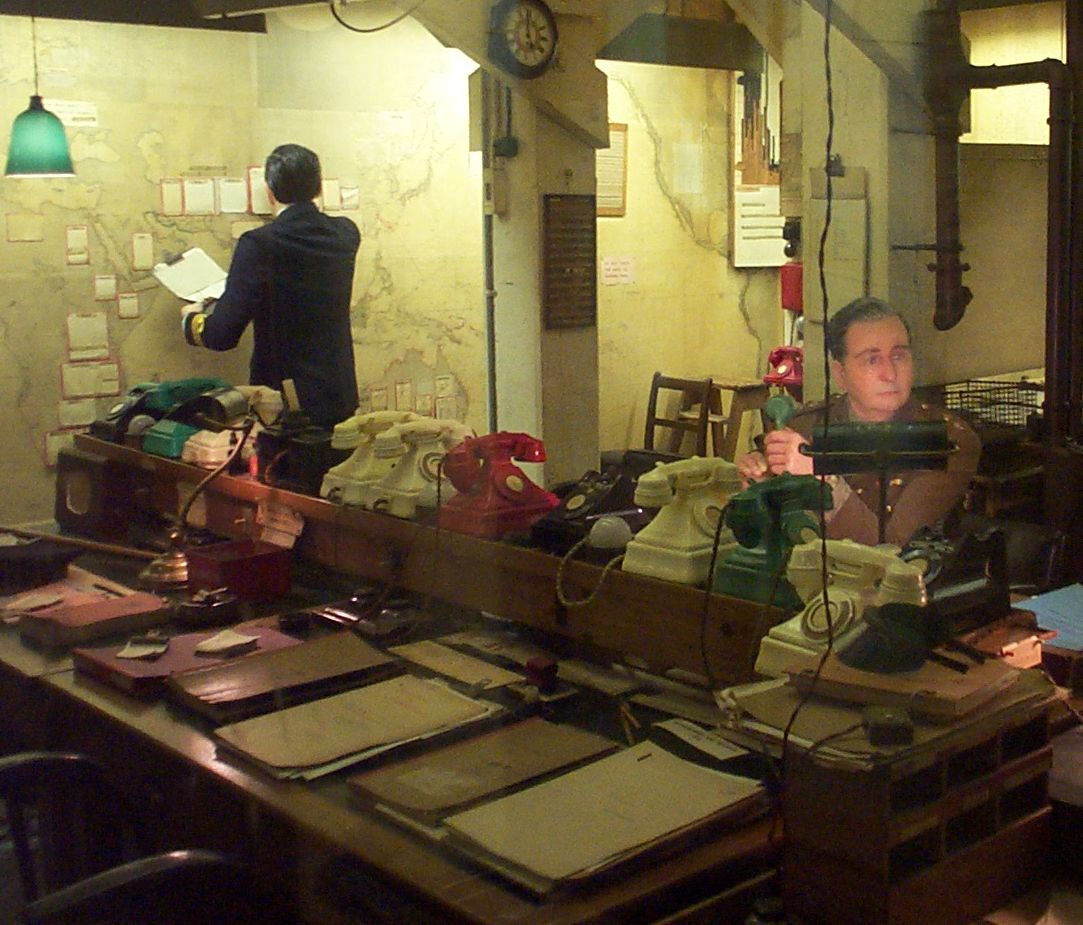
غرفة الخريطة.

غرف حرب تشرشل ، أو أحيانًا متحف تشرشل وغرف حرب مجلس الوزراء ، هو متحف في لندن ، وهو أحد الفروع الخمسة لمتحف الحرب الإمبراطوري . يشتمل المتحف على غرف عمليات الحربية ، وهو مجمع تاريخي تحت الأرض يضم مركز قيادة بريطانيًا طوال الحرب العالمية الثانية ، ومتحف تشرشل ، وهو متحف للسيرة الذاتية يستكشف حياة رجل الدولة البريطاني وينستون تشرشل. . افتتح المتحف عام 1984.
يقع المتحف في وستمنستر ، بين طريق وايت هول و Horse Guards Road ، وليس بعيدًا عن داوننغ ستريت .

## التاريخ
منذ عام 1937 ، ومع تزايد احتمالية نشوب حرب مع ألمانيا النازية ، نظرت الحكومة البريطانية في إنشاء غرفة حرب مركزية ، وهي مقر مشترك يجمع طاقم الجيش والبحرية والقوات الجوية ، بالإضافة إلى غرف الحرب الحكومية.
في 16 مارس 1938 ، تم تكليف مكتب الأشغال رسميًا بإيجاد وتجهيز موقع للمقر المستقبلي. سيتعين عليه أن يكون في لندن وأن يكون محمياً من القصف الجوي الذي لن تفشل العاصمة في خوضه في حالة النزاع (لم يكن إجلاء حكومة الحرب إلى المناطق النائية ، بعيدًا عن القصف ، ممكنًا بسبب التأثير الضار لمثل هذا الإخلاء على معنويات السكان المدنيين). في 31 مايو 1938 ، تم اتخاذ قرار بإنشاء المقر الرئيسي في الطوابق السفلية للمكاتب الحكومية في شارع جريت جورج ستريت (ثم المكاتب العامة الجديدة ) - وهو موقع تم اختياره لقربه من 10 داونينج ستريت ولأن الهيكل الفولاذي للمبنى أعلاه سيوفر حماية كافية ضد القصف.
تمت أعمال التطوير الأولى بين يونيو وأغسطس 1938. في 26 سبتمبر ، تم اعتبار غرفة الحرب المركزية جاهزة بما يكفي لاستخدامها في حالات الطوارئ  ، تمامًا كما كانت أزمة ألمان السوديت في أوجها. تم إعلان تشغيله رسميًا في 27 أغسطس 1939 ، قبل بداية الحرب العالمية الثانية في أوروبا.
عُقد الاجتماع الأول لمجلس الوزراء الحربي برئاسة نيفيل تشامبرلين في غرفة الحرب المركزية في 21 أكتوبر 1939. إجمالاً ، ستستضيف غرفة الحرب المركزية 115 اجتماعاً لمجلس حرب ونستون تشرشل بين 29 يوليو 1940 و 28 مارس 1945  ، بشكل رئيسي خلال قصف لندن في 1940-1941 وأثناء حملة تفجير الأسلحة الانتقام في عام 1944 –1945.
تم إيقاف تشغيل غرفة الحرب المركزية في سبتمبر 1945.